# A Girl Like Me : L'Histoire vraie de Gwen Araujo
Pour les articles homonymes, voir A Girl Like Me (homonymie).
Pour plus de détails, voir Fiche technique et Distribution.
A Girl Like Me : L'Histoire vraie de Gwen Araujo (A Girl Like Me: The Gwen Araujo Story) est un téléfilm biographique LGBT réalisé par Agnieszka Holland et diffusé le 19 juin 2006 sur Lifetime.
Le film dépeint la véritable histoire de Gwen Araujo, née Edward Araujo Jr., une jeune fille transgenre qui fut violemment assassinée par trois hommes après avoir découvert qu'elle était trans. Tout au long du film, les scènes dépeignant le procès pour son meurtre alternent avec celles décrivant sa vie. Le film met en scène J. D. Pardo dans le rôle d'Eddie/Gwen, Mercedes Ruehl dans celui de sa mère, et Avan Jogia celui de son frère, Danny.

## Synopsis
Dès son plus jeune âge, Eddie Araujo se sent profondément différente. Elle commence à mettre le maquillage de sa mère et à porter ses vêtements. À son adolescence, Eddie ne peut plus se cacher le fait qu'elle est différente, qu'elle se sent femme et non homme. Lorsqu'elle l'accepte enfin et avec le support de sa mère, Eddie devient Gwen et commence à vivre en tant que femme jusqu'à cette nuit tragique où tout bascule...

## Fiche technique
- Titre original : A Girl Like Me: The Gwen Araujo Story
- Réalisation : Agnieszka Holland
- Scénario : Shelley Evans
- Musique : Jan A.P. Kaczmarek
- Photographie : David Frazee (en)
- Montage : Michael John Bateman
- Production : Fran Rosati
- Société de production : Braun Entertainment Group
- Distribution : Lifetime Television
- Pays :  États-Unis
- Langue : anglais
- Durée : 89 minutes
- Date de diffusion : 19 juin 2006, sur Lifetime

## Distribution
- J. D. Pardo (VF : Maël Davan-Soulas) : Eddie / Gwen Araujo[3]
- Mercedes Ruehl (VF : Josiane Pinson) : Sylvia Guerrero[3]
- Leela Savasta (VF : Jessica Monceau) : Chita Araujo
- Avan Jogia : Danny Araujo
- Greyston Holt : Jaron Nabors
- Nolan Gerard Funk : Michael Magidson
- Neil Denis : Jose Merel
- Jorgito Vargas Jr. (en) : Jason Cazares
- Henry Darrow (VF : Richard Leblond) : Papi
- Lupe Ontiveros (VF : Thamila Mesbah) : Mami
- Ivan De Leon : Berto
- Corey Stoll (VF : Adrien Antoine) : Joey Marino
- Marilyn Norry : Dr Martin
- Zak Santiago (VF : Fabien Jacquelin) : Carlos Guerrero
- Tegan Moss (VF : Marie-Eugénie Maréchal) : Lisa
- Jacqueline Samuda (VF : Barbara Delsol) : Angie
- Michael Dillman : Eddie à l'âge de 7 ans
- Vanesa Tomasino (VF : Alexandra Garijo) : Tamara Jones
- Randi Lynne : Coroner
- Voix additionelles Véronique Alycia, Pascal Nowak, Paul Borne, Christophe Lemoine, Alexia Papineschi, Juan Llorca

 Source et légende : version française (VF) sur RS Doublage et carton de doublage télévisuel

## Récompenses
Le téléfilm a reçu le Prix GLAAD Media du meilleur téléfilm (Outstanding Movie for Television) lors des GLAAD Media Awards de 2007,.

## Accueil
Le téléfilm a été vu par environ 5,1 millions de téléspectateurs lors de sa première diffusion.